# Chikkamuchalagudda, Badami
Chikkamuchalagudda là một làng thuộc tehsil Badami, huyện Bagalkot, bang Karnataka, Ấn Độ.